# باي تاون
باي تاون (بالإنجليزية: Baytown)‏ هي مدينة أمريكية تقع في ولاية تكساس.تبلغ مساحة هذه المدينة 85.9 (كم²)،ويبلغ عدد سكانها 71802 نسمة حسب إحصاء سنة 2010 م. تشير إحصاءات سنة 2000م بان الكثافة السكانية في هذه المدينة تقدر بـ(785.2) نسمة/كم2.

## التركيبة السكانية
حدّد مكتب تعداد الولايات المتحدة بيانات التركيبة السكانية لباي تاون في تعداد الولايات المتحدة. في ما يلي، التركيبة السكانية حسب تعدادي 2000 و2010.

### تعداد عام 2000
بلغ عدد سكان باي تاون 66,430 نسمة بحسب تعداد عام 2000، وبلغ عدد الأسر 23,483 أسرة وعدد العائلات 17,020 عائلة مقيمة في المدينة. في حين سجلت الكثافة السكانية 675.2 نسمة لكل كيلومتر مربع (1,748.8/ميل2). وبلغ عدد الوحدات السكنية 26,203 وحدة بمتوسط كثافة قدره 266.3 لكل كيلومتر مربع (689.7/ميل2).
وتوزع التركيب العرقي للمدينة بنسبة 67.87% من البيض و13.38% من الأمريكيين الأفارقة و0.51% من الأمريكيين الأصليين و0.98% من الأمريكيين ذوي الأصول الآسيوية و0.08% من سكان جزر المحيط الهادئ و14.42% من الأعراق الأخرى و2.77% من عرقين مختلطين أو أكثر و34.24% من الهسبانيون أو اللاتينيون من أي عرق.
بلغ عدد الأسر 23,483 أسرة كانت نسبة 43.9% منها لديها أطفال تحت سن الثامنة عشر تعيش معهم، وبلغت نسبة الأزواج القاطنين مع بعضهم البعض 52.9% من أصل المجموع الكلي للأسر، ونسبة 14.2% من الأسر كان لديها معيلات من الإناث دون وجود شريك، بينما كانت نسبة 5.3% من الأسر لديها معيلون من الذكور دون وجود شريكة وكانت نسبة 27.5% من غير العائلات. تألفت نسبة 23% من أصل جميع الأسر من عدة أفراد يعيشون في نفس المنزل ونسبة 8% كانت تتألف من شخص يعيش بمفرده يبلغ من العمر 65 عاماً أو أكثر. وبلغ متوسط حجم الأسرة المعيشية 2.80، أما متوسط حجم العائلات فبلغ 3.32.
بلغ العمر الوسطي للسكان 30.6 عاماً. وكانت نسبة 29.9% من القاطنين تحت سن الثامنة عشر، وكانت نسبة 11.2% بين الثامنة عشر والرابعة والعشرين عاماً، ونسبة 29.3% كانت واقعةً في الفئة العمرية ما بين الخامسة والعشرين والرابعة والأربعين عاماً، ونسبة 19.4% كانت ما بين الخامسة والأربعين والرابعة والستين، ونسبة 9.3% كانت ضمن فئة الخامسة والستين عاماً فما فوق. يوجد لكل 100 أنثى 95.1 ذكر، ويوجد لكل 100 أنثى في الثامنة عشر من عمرها فما فوق 92.3 ذكر.
بلغ متوسط دخل الأسرة في المدينة 45,209 دولارًا، أما متوسط دخل العائلة فبلغ 52,265 دولارًا. وكان متوسط دخل الذكور 42,304 دولارًا مقابل 25,968 دولارًا للإناث. وسجل دخل الفرد الخاص بالمدينة 21,074 دولارًا. وكانت نسبة 10% من العائلات ونسبة 12.8% من السكان تحت خط الفقر، وكان من هؤلاء نسبة 19% تحت سن الثامنة عشر ونسبة 8% في الخامسة والستين من العمر وما فوق.

### تعداد عام 2010
بلغ عدد سكان باي تاون 71,802 نسمة بحسب تعداد عام 2010، وبلغ عدد الأسر 24,955 أسرة وعدد العائلات 17,737 عائلة مقيمة في المدينة. في حين سجلت الكثافة السكانية 729.8 نسمة لكل كيلومتر مربع (1,890.2/ميل2). وبلغ عدد الوحدات السكنية 28,998 وحدة بمتوسط كثافة قدره 294.7 لكل كيلومتر مربع (763.3/ميل2).
وتوزع التركيب العرقي للمدينة بنسبة 62.88% من البيض و15.46% من الأمريكيين الأفارقة و0.64% من الأمريكيين الأصليين و1.47% من الأمريكيين ذوي الأصول الآسيوية و0.05% من سكان جزر المحيط الهادئ و16.76% من الأعراق الأخرى و2.75% من عرقين مختلطين أو أكثر و43.39% من الهسبانيون أو اللاتينيون من أي عرق.
بلغ عدد الأسر 24,955 أسرة كانت نسبة 41.7% منها لديها أطفال تحت سن الثامنة عشر تعيش معهم، وبلغت نسبة الأزواج القاطنين مع بعضهم البعض 48.6% من أصل المجموع الكلي للأسر، ونسبة 16.3% من الأسر كان لديها معيلات من الإناث دون وجود شريك، بينما كانت نسبة 6.2% من الأسر لديها معيلون من الذكور دون وجود شريكة وكانت نسبة 28.9% من غير العائلات. تألفت نسبة 24.1% من أصل جميع الأسر من عدة أفراد يعيشون في نفس المنزل ونسبة 8% كانت تتألف من شخص يعيش بمفرده يبلغ من العمر 65 عاماً أو أكثر. وبلغ متوسط حجم الأسرة المعيشية 2.85، أما متوسط حجم العائلات فبلغ 3.41.
بلغ العمر الوسطي للسكان 32.1 عاماً. وكانت نسبة 29.2% من القاطنين تحت سن الثامنة عشر، وكانت نسبة 10.5% بين الثامنة عشر والرابعة والعشرين عاماً، ونسبة 27.3% كانت واقعةً في الفئة العمرية ما بين الخامسة والعشرين والرابعة والأربعين عاماً، ونسبة 22.9% كانت ما بين الخامسة والأربعين والرابعة والستين، ونسبة 10.1% كانت ضمن فئة الخامسة والستين عاماً فما فوق. وتوزع التركيب الجنسي للسكان بنسبة 48.8% ذكور و51.2% إناث.

## أعلام
- جو تيكس
- كليم هوسمان
- غاري بوسي
- جو ماكدونالد
- هنريتا بيل ولز
- جون إم فابيان
- شيرود ستيوارت
- بوبي فاولر